# Momoiit
Das Mineral Momoiit (IMA-Symbol Mom) ist ein sehr seltenes Inselsilikat aus der Granatgruppe und hat die Endgliedzusammensetzung Mn2+3V3+2Si3O12. Es kristallisiert im kubischen Kristallsystem mit der Struktur von Granat.
Momoiit bildet je nach Vanadium- und Mangangehalt grünlich gelbe bis smaragdgrüne, Kristallaggregate, die selten größer als 1–2 mm werden. Die einzelnen Kriställchen haben einen Durchmesser von 0,1–0,2 mm und zeigen Glasglanz.
Gebildet werden momoiitreiche Granate bei der Kontaktmetamorphose von vanadiumhaltigen Manganlagerstätten. Die Typlokalität ist ein Skarn in der Kurase Mine nahe der Stadt Saijō in der Präfektur Ehime auf der Insel Shikoku in Japan.

## Etymologie und Geschichte
Die ersten mangan- und vanadiumreichen Granate wurden 1964 von Hitoshi Momoi in einem manganreichen Skarn der Yamato Mine beschrieben. Entgegen den Gepflogenheiten der International Mineralogical Association (IMA) führte er für das hypothetische Mangan-Vanadiun-Endglied mit der Zusammensetzung Mn2+3V3+2Si3O12 den Namen Yamatoit ein, obwohl keine seiner Analysen mehr als 50 Mol-% dieser Zusammensetzung aufwiesen. Yamatoit ist daher kein von der IMA anerkannter Name für ein Mineral oder eine Varietät gewesen. Dennoch wurde er über lange Zeit in den Mineralsystematiken aufgeführt.
Erst 46 Jahre später konnte die Arbeitsgruppe um Hidekazu Tanaka bei einer erneuten Untersuchung der Granate mehrerer japanischer Manganlagerstätten manganbetonten Vanadiumgranat nachweisen. Sie verwarfen den von dem mittlerweile verstorbenen Professor Hitoshi Momoi (1930–2002) eingeführten Namen und benannten den neuen Granat nach ihm, der das Mangan-Vanadium-Endglied als erster erkannt hatte.
Bislang sind keine Vorkommen von Momoiit außerhalb von Japan beschrieben worden.

## Klassifikation
Die strukturelle Klassifikation der International Mineralogical Association (IMA) zählt den Momoiit zur Granat-Obergruppe, wo er zusammen mit Almandin, Andradit, Calderit, Eringait, Goldmanit, Grossular, Knorringit, Morimotoit, Majorit, Menzerit-(Y), Pyrop, Rubinit, Spessartin und Uwarowit die Granatgruppe mit 12 positiven Ladungen auf der tetraedrisch koordinierten Gitterposition bildet.
Da der Momoiit erst 2009 als eigenständige Mineralart anerkannt wurde, ist er in der seit 1977 veralteten 8. Auflage der Mineralsystematik nach Strunz noch nicht verzeichnet.
Im zuletzt 2018 überarbeiteten und aktualisierten Lapis-Mineralienverzeichnis nach Stefan Weiß, das sich aus Rücksicht auf private Sammler und institutionelle Sammlungen noch nach dieser alten Form der Systematik von Karl Hugo Strunz richtet, erhielt das Mineral die System- und Mineral-Nr. VIII/A.08. In der „Lapis-Systematik“ entspricht dies der Klasse der „Silikate und Germanate“ und dort der Abteilung „Inselsilikate mit [SiO4]-Gruppen“, wo Momoiit zusammen mit Almandin, Andradit, Calderit, Eltyubyuit, Eringait, Goldmanit, Grossular, Henritermierit, Holtstamit, Hutcheonit, Hydrougrandit (auch Hydro-Ugrandit, diskreditiert 1967), Irinarassit, Jeffbenit, Katoit, Kerimasit, Kimzeyit, Knorringit, Majorit, Menzerit-(Y), Morimotoit, Pyrop, Schorlomit, Spessartin, Toturit, Uwarowit und Wadalit die die „Granatgruppe“ mit der System-Nr. VIII/A.08 bildet.
Die von der IMA zuletzt 2009 aktualisierte 9. Auflage der Strunz’schen Mineralsystematik zählt den Momoiit zur „Granatgruppe“ mit der System-Nr. 9.AD.25 innerhalb der Abteilung der „Inselsilikate (Nesosilikate)“. Diese ist jedoch weiter unterteilt nach der möglichen Anwesenheit weiterer Anionen und der Koordination der beteiligten Kationen, so dass das Mineral entsprechend seiner Zusammensetzung in der Unterabteilung „Inselsilikate ohne zusätzliche Anionen; Kationen in oktaedrischer [6]er- und gewöhnlich größerer Koordination“ zu finden ist.
Die vorwiegend im englischen Sprachraum gebräuchliche Systematik der Minerale nach Dana ordnet den Momoiit noch unter dem Namen Yamatoit in die Abteilung der „Inselsilikatminerale“ ein. Hier ist er zusammen mit Andradit, Goldmanit, Grossular, Uwarowit in der „Granatgruppe (Ugrandit-Reihe)“ mit der System-Nr. 51.04.03b innerhalb der Unterabteilung „Inselsilikate: SiO4-Gruppen nur mit Kationen in [6] und >[6]-Koordination“ zu finden.

## Chemismus
Momoiit mit der Endgliedzusammensetzung [X]Mn2+3[Y]V3+[Z]Si3O12 ist das Vanadium-Analog von Spessartin ([X]Mn2+3[Y]Al[Z]Si3O12) bzw. das Mangan-Analog von Goldmanit ([X]Ca3[Y]V3+[Z]Si3O12) mit denen es Mischkristalle bildet entsprechend den Austauschreaktionen
- [X]Mn2+ = [X]Ca2+, (Spessartin)
- [Y]V3+ = [Y]Al3+ (Goldmanit).

Für den Momoiit aus der Typlokalität wird folgende empirische Zusammensetzung angegeben:
- [X](Mn1,80Ca1,12Mg0,04)[Y](V3+1,51Al0,52)[Z]Si3,00O12,[6]

wobei mit [X], [Y] und [Z] die Positionen in der Granatstruktur angegeben sind.

## Kristallstruktur
Momoiit kristallisiert mit kubischer Symmetrie in der Raumgruppe Ia3d (Raumgruppen-Nr. 230) mit 8 Formeleinheiten pro Elementarzelle. Der natürliche Mischkristall aus der Typlokalität hat dem Gitterparameter a = 11,9242 Å.
Die Struktur ist die von Granat. Mangan (Mn2+) besetzt die dodekaedrisch von 8 Sauerstoffionen umgebenen X-Positionen, Vanadium (V3+) die oktaedrisch von 6 Sauerstoffionen umgebene Y-Position und die tetraedrisch von 4 Sauerstoffionen umgebenen Z-Position ist ausschließlich mit Silicium (Si4+) besetzt.
Die mitunter leichte Doppelbrechung der Kristalle deutet wie bei Grossular oder Goldmanit auf eine niedrigere Symmetrie hin.

## Bildung und Fundorte
Bislang (2018) gibt es nur vier dokumentierte Fundorte von Momoiit, alle in Japan. In all diesen Vorkommen bildete sich Momoiit bei niedrigen Druck bei der Kontaktmetamorphose von mangan-, vanadium- und kalziumhaltigen Peliten.
In der Typlokalität, der Kurase Mine nahe der Stadt Saijō in der Präfektur Ehime auf der Insel Shikoku in Japan, tritt Momoiit in Skarn zusammen mit Rhodochrosit, Tephroit, Rhodonit und Vuorelainenit auf. Je nach lokaler Zusammensetzung der Ausgangsgesteine bildeten sich momoiitreiche, spessartinreiche oder goldmanitreiche Granate.
Ein weiteres Vorkommen ist die Hokkejino Mine in der Präfektur Kyōto auf der Insel Honshū, Japan. Hier findet sich Momoiit ebenfalls in einer metamorphen Manganlagerstätte, wo er zusammen mit Rhodonit, Tephroit, Celsian, Rhodochrosit und Pyrophanit auftritt.
Das dritte von Tanaka und seinen Mitarbeitern untersuche Vorkommen ist eine mittelgradig kontaktmetamorphe, geschichtete Manganlagerstätte, die in der Fujii Mine in der Präfektur Fukui ebenfalls auf der Hauptinsel Honshū abgebaut wird. Hier ist momoiitreicher Granat entweder mit Quarz, Rhodonit, Molybdänit, Rhodochrosit und manganreichen Vanadoallanit-(La) oder in quarzfreien Bereichen mit Rhodonit, Tephroit, Rhodochrosit und Nickelin vergesellschaftet.
Eine weitere Arbeitsgruppe beschrieb im gleichen Jahr (2010) momoiitreiche Granate aus Haldenmaterial des Matsumaezawa-Erzkörpers der Tanohata Mine in der Präfektur Iwate auf der Hauptinsel Honshū, Japan. In dieser kontaktmetamorph durch eine Granodioritintrusion veränderten Manganlagerstätte wurden mehrere sehr seltene Manganminerale beschrieben. Momoiit tritt hier in quarzreichen pegmatitartigen Gängen zusammen mit Rhodonit, Serandit sowie vanadiumhaltigen Ägirin, Titanit, Allanit, Kalium-Ferri-Leakeit und Suzukiit, Watatsumiit, Yoshimurait, Kalifeldspat, Hyalophan, Pyrophanit und strontiumhaltigen Fluorapatit auf.